# 羊毅
羊毅（1965年—），四川三台人，回族，中华人民共和国政治人物、第十二届全国人民代表大会河南地区代表。
毕业于浙江大学光学工程专业。2013年，担任全国人大代表。2018年2月24日，当选为第十三届全国人大代表。